# Nhóm chức
Nhóm chức là nguyên tử hay nhóm nguyên tử xuất hiện trong các hợp chất hữu cơ, quyết định tính chất hóa học đặc trưng của hợp chất hữu cơ đó.
Cùng một nhóm chức sẽ trải qua (các) phản ứng hóa học tương tự hoặc tương tự bất kể kích thước của phân tử mà nó là một phần. Điều này cho phép dự đoán có hệ thống các phản ứng hóa học và hành vi của các hợp chất hóa học và thiết kế các tổng hợp hóa học. Hơn nữa, khả năng phản ứng của một nhóm chức năng có thể được sửa đổi bởi các nhóm chức năng khác gần đó. Trong tổng hợp hữu cơ, xen kẽ nhóm chức năng là một trong những loại biến đổi cơ bản.
| Lớp chất         | Nhóm             | Công thức               | Tiền tố                                      | Hậu tố                                       | Ví dụ             | Ví dụ            |
| ---------------- | ---------------- | ----------------------- | -------------------------------------------- | -------------------------------------------- | ----------------- | ---------------- |
| Rượu             | Rượu             | R−OH                    | hydroxy-                                     | -ol                                          | CH3−CH2−CH2−OH    | Propan-1-ol      |
| Andehit          | Formyl           | R−C(=O)H                |                                              | -al                                          | CH2=CH−CHO        | Propenal         |
| Amin             | Amin             | R−NH2                   | amino-                                       | -amin                                        | CH3 −NH2          | Metyl amin       |
| Axit cacboxylic  | Axit             | không có ion: R−C(=O)OH | hydrocarboxy-                                | axit- -ôic                                   | CH2=CH−COOH       | Axit propenôic   |
| Axit cacboxylic  | Axit             | có ion: R−C(=O)O−       | hydrocarboxy-                                | axit- -ôic                                   | CH2=CH−COOH       | Axit propenôic   |
| Este             | Este             | R−C(=O)O−R′             | gốc hydrocarbon + gốc axit                   | gốc hydrocarbon + gốc axit                   | CH3 −COO−C2H5     | Etyl axetat      |
| Nitrô            | Nitrô            | R−NO2                   | nitrô + tên hydrocarbon tương ứng            | nitrô + tên hydrocarbon tương ứng            | CH3−NO2           | Nitro metan      |
| xeton            | Cacbonyl         | R-CO-R'                 | gốc R + gốc R' + xeton                       | gốc R + gốc R' + xeton                       | CH3-CO-CH2CH3     | Etyl metyl xeton |
| Ether            | Ether            | R-O-R'                  | Gốc R + ether + gốc R'                       | Gốc R + ether + gốc R'                       | CH3-CH2-O-CH2-CH3 | Ethoxyethane     |
| Dẫn xuất halogen | Dẫn xuất halogen | R-C(=O)-H               | tên hydrocarbon tương ứng + dẫn xuất halogen | tên hydrocarbon tương ứng + dẫn xuất halogen | CH2=CH-Cl         | Vinyl chloride   |

Ngoài ra còn có các nhóm Axyl (R-CO-), akoxyl hay là ete bỏ bớt 1 nhánh (R-O-),v.v